# جون باول سينيور
جون باول سينيور (بالإنجليزية: John Paul, Sr.)‏ هو مهرب مخدرات أمريكي، ولد في 3 ديسمبر 1939 في هولندا في مملكة هولندا.

## روابط خارجية
- جون باول سينيور على موقع DriverDB.com (الإنجليزية)